# 濱田政則
濱田 政則（はまだ まさのり、1943年（昭和18年）10月13日 - ）は、日本の土木工学者。専門は地震防災工学、地盤工学。早稲田大学名誉教授。兄弟にAIRDO創業者の浜田輝男や北海道大学教授の浜田康行がいる。

## 経歴
神奈川県出身。栄光学園高等学校、早稲田大学理工学部を経て、1968年に東京大学大学院工学研究科修士課程を修了する。同年に大成建設に入社したのち、1983年に東海大学海洋学部海洋土木工学科助教授に転じ、1986年から同教授、1994年から早稲田大学理工学部土木工学科教授、1996年から地域安全学会会長、2005年から日本学術会議会員。退職後早稲田大学名誉教授。ほか、中国西南交通大学名誉教授、アジア防災センターセンター長、土木学会会長、理事、副会長、創立90周年記念事業実行委員会委員長、巨大地震災害への対応特別委員会委員長などを務めた。2023年瑞宝小綬章受章。